# حاجی واشنگتن (فیلم)
حاجی واشینگتن فیلمی به کارگردانی، نویسندگی و تهیه‌کنندگی علی حاتمی محصول سال ۱۳۶۱ است. این فیلم داستان زندگی غم‌انگیز حسینقلی خان صدرالسلطنه نخستین سفیر ایران در بلاد «آمِریک» را روایت می‌کند؛ پس باید در آمریکا ساخته می‌شد اما به دلیل مشکلات سیاسی دو کشور گروه سازنده ناچار شدند فیلم را در ایتالیا دنبال کنند. عزت‌الله انتظامی در گفتگویش با فریدون جیرانی هنگام نمایش تلویزیونی فیلم از اقامت طولانی مدت عوامل در ایتالیا (نزدیک ۵ ماه) اشاره می‌کند که فیلم با مشکلات مالی فراوان همراه بوده است. حاتمی فیلم نامهٔ هر سکانس را شب قبلش می‌نوشته و از زیر در بستهٔ اتاق انتظامی در هتل، به او می‌رسانده است.
سرانجام فیلم بعد از گذشت سال‌ها از زمان اولین نمایشش در اولین جشنوارهٔ فجر، در سال ۷۷ به نمایش عمومی درآمد. موسیقی فیلم هم توسط محمدرضا لطفی ساخته شد. شخصیت اصلی فیلم عزت‌الله انتظامی در نقش حسین قلی خان (حاجی واشینگتن) است که موقعیت کمیکش در ابتدای فیلم، هرچه جلوتر می‌رود، تراژیک تر و غمبارتر می‌شود.

## داستان
در سال ۱۳۰۵ هجری قمری (۱۲۶۷ ه‍.خ برابر ۱۸۸۸ م) حاج حسینقلی خان نوری صدرالسلطنه، از سوی ناصرالدین شاه با سمت نخستین ایلچی (سفیر) ایران در ایالات متحده آمریکا به همراه مترجمش میرزامحمود راهی آن دیار می‌شود. به دستور حسینقلی خان که از ملاقات با وزیر خارجه و رئیس‌جمهور وقت آمریکا ذوق زده شده، ساختمان بزرگی به عنوان سفارتخانه اجاره می‌شود و چند خدمتگزار نیز استخدام می‌شوند. حسینقلی خان و مترجمش از هتل پارادایز به آنجا نقل مکان می‌کنند. میرزامحمود که در واقع به منظور تحصیل طب با ایلچی همراه شده، حاج حسینقلی خان را که در سفارت هیچ مراجعه کننده‌ای ندارد ترک می‌کند و به دانشگاه می‌رود. به تدریج بودجه سفارتخانه قطع می‌شود و حاجی به ناچار خدمتگزاران را اخراج می‌کند. حاجی که از دوری دخترش سخت بی‌تاب است و احساس تنهایی می‌کند، رئیس‌جمهور را در لباس ساده یک کابوی در سفارتخانه می‌بیند و پذیرایی کاملی از او می‌کند و گزارش این دیدار را با جزئیات ثبت می‌کند، اما در پایان درمی‌یابد که رئیس‌جمهور پس از پایان دوره ریاست جمهوری‌اش انتخابات را به رقیب واگذار کرده و حالا کشاورزی است که به دلیل علاقه به پسته ایرانی، آمده تا روش کاشت و برداشت آن را از حاجی بپرسد. مراجعه‌کننده بعدی سفارتخانه یک سرخ‌پوست فراری است که برای پناهنده شدن به حاجی روی آورده است. حاجی زیر فشار دولت آمریکا و نیز میرزامحمود که ادامه تحصیلش را به دلیل رفتار حاجی در خطر دیده، قرار می‌گیرد؛ اما تسلیم نمی‌شود. سرانجام با فراخوانده شدن حاجی به وطن، مأموریت اولین سفیر تحقیرشده ای که خود را یک تبعیدی به مکانی دور از کشور می‌پندارد، به پایان می‌رسد. در تهران مقامی تازه برای حاجی در نظر گرفته شده است.

## توقیف
فیلم در سال ۱۳۶۱ فقط اجازهٔ نمایش در جشنواره فیلم فجر را پیدا کرد و پس از آن توقیف بود و در زمان زندگی علی حاتمی اجازهٔ نمایش پیدا نکرد. سرانجام در تاریخ ۲۰ خرداد ۱۳۷۷ به نمایش همگانی درآمد.

## آیین چراغ خاموشی نیست
فصل قربانی کردن گوسفند در حاجی واشینگتن یکی از تأثیرگذارترین سکانس‌های سینمای ایران و از برجسته‌ترین نقطه‌های کارنامهٔ بازیگری عزت‌الله انتظامی است، چنان‌که جملهٔ «آیین چراغ خاموشی نیست» از تک‌گویی او در این صحنه، بر سنگ قبر علی حاتمی نیز حک شد.